# Station Zürich Stadelhofen

Bahnhof Zürich Stadelhofen is een belangrijk treinstation in Zürich. Hier stoppen uitsluitend S-Bahnen. Er rijden zeer frequent treinen naar Zürich Stadelhofen, een rit van twee minuten. Esslingen is bereikbaar via de Forchbahn. Verder vertrekken er treinen naar Dübendorf en Rapperswil-Jona.
Het stationsgebouw uit 1894 werd in de jaren '90 herbouwd door de Spaanse architect Santiago Calatrava.

## Regionaal
| Serie | Treinsoort          | Route | Bijzonderheden |
| ----- | ------------------- | --- | -------------- |
| S 3   | S-Bahn Zürich (SBB) | Wetzikon – Effretikon – Zürich Stadelhofen – Zürich HB – Zürich Hardbrücke ( – Bülach )                      |                |
| S 5   | S-Bahn Zürich (SBB) | Zug – Affoltern am Albis – Zürich HB – Zürich Stadelhofen – Uster – Pfäffikon                                |                |
| S 6   | S-Bahn Zürich (SBB) | Baden – Regensdorf-Watt – Zürich HB – Uetikon am See                                                         |                |
| S 7   | S-Bahn Zürich (SBB) | Winterthur – Kloten – Zürich HB – Zürich Stadelhofen – Meilen – Rapperswil                                   |                |
| S 11  | S-Bahn Zürich (SBB) | (Aarau – ) Dietikon – Zürich HB – Zürich Stadelhofen – Winterthur [– Seuzach ] / [ Sennhof-Kyburg (– Wila )] |                |
| S 12  | S-Bahn Zürich (SBB) | Brugg – Dietikon – Zürich HB – Zürich Stadelhofen – Winterthur [– Schaffhausen] / [– Wil]                    |                |
| S 18  | S-Bahn Zürich (FB)  | Zürich Stadelhofen – Zürich Rehalp – Forch – Esslingen                                                       |                |